# Marcel Lajos Breuer
Marcel Lajos Breuer (Pécs, Hungría, 21 de mayo de 1902-Nueva York, Estados Unidos, 1 de julio de 1981) fue un arquitecto y diseñador industrial húngaro de origen judío. Uno de los principales maestros del Movimiento Moderno que mostró un gran interés por la construcción modular y las formas sencillas.

## Biografía

### Primeros años
Nació en Pécs (Hungría) el 21 de mayo de 1902. Estudió en la Bauhaus de Weimar, Alemania, en la época en que Walter Gropius dirigía esta escuela de diseño y arte donde catalizaron las ideas estéticas más importantes del movimiento moderno. Breuer se hizo cargo más tarde del taller de muebles de la Bauhaus.

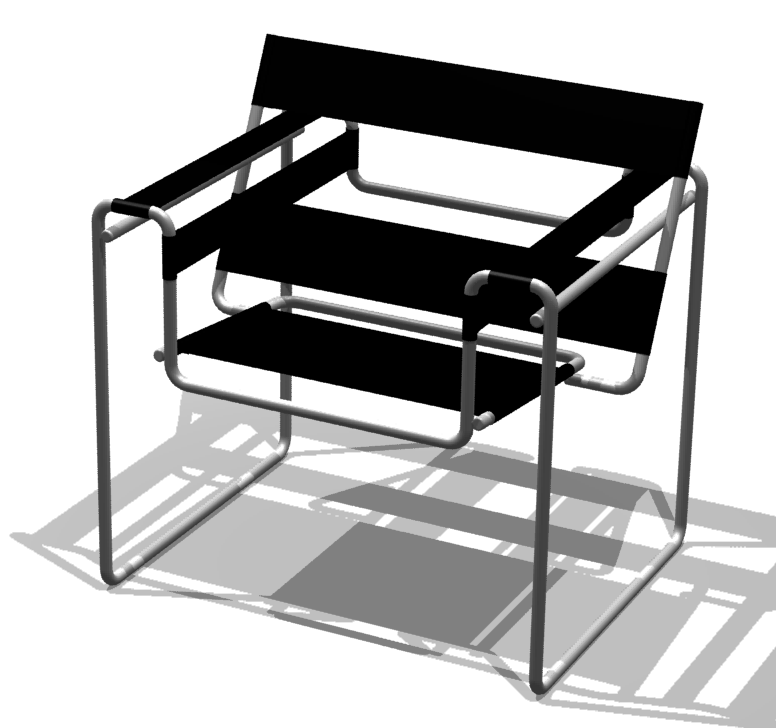
La silla B3, más conocida como Silla Wassily, diseñada en 1925.

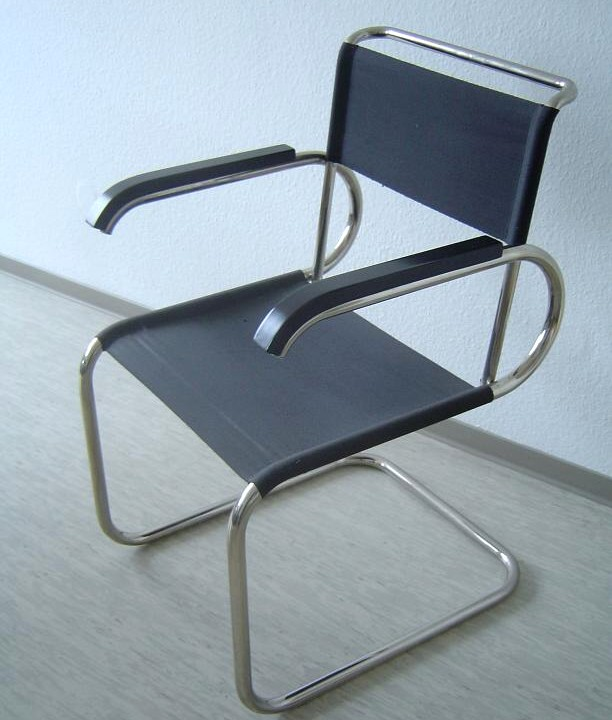
El sillón modelo B55 diseñado en 1928.

Allí diseñó la silla B3, realizada en 1925, la primera de tubo de acero en la historia, que combinaba las condiciones flexibles de este material con su facilidad para la producción industrial a gran escala. Esta silla fue el diseño más ampliamente reconocido de Breuer, que más tarde fue conocida como la Silla Wassily. Estaba inspirada en parte, por el tubo de acero curvado del manubrio en la bicicleta Adler que Breuer había adquirido recientemente. A pesar de la difundida creencia de que la había diseñado para el pintor Wassily Kandinsky, por entonces colega de Breuer en la escuela de Bauhaus, esto no fue así; Kandinsky admiró el diseño final de Breuer, y solo cuando la terminó, Breuer hizo una copia adicional para que Kandinsky la usara en su casa. Cuando la silla fue relanzada al mercado en la década de los sesenta, fue nombrada "vassily"
Continuó en la Bauhaus hasta 1928, año en que se estableció en Berlín para dedicarse a la arquitectura, donde recibió su primer encargo arquitectónico, un proyecto para la casa Harnischmacher (en Wiesbaden, 1932), una vivienda modular construida en hormigón con estructura de acero. También diseñó los almacenes de muebles Wohnbedarf de Zúrich.
En 1930, la Deutscher Werkbund le encargó el diseño de interiores para la sección alemana de la exposición Société Artistes Décorateurs Français.

### Exilio
Con la llegada del partido nazi al poder Breuer tuvo que exiliarse debido a su religión (judaísmo), primero en Inglaterra (1933) y más tarde en Estados Unidos (1937). Allí, junto con Gropius, impartió clases en la Escuela de Arquitectura de la Universidad de Harvard, además de continuar su carrera arquitectónica con proyectos como el de su propia casa en Lincoln, Massachusetts (1939), donde utilizó materiales autóctonos.

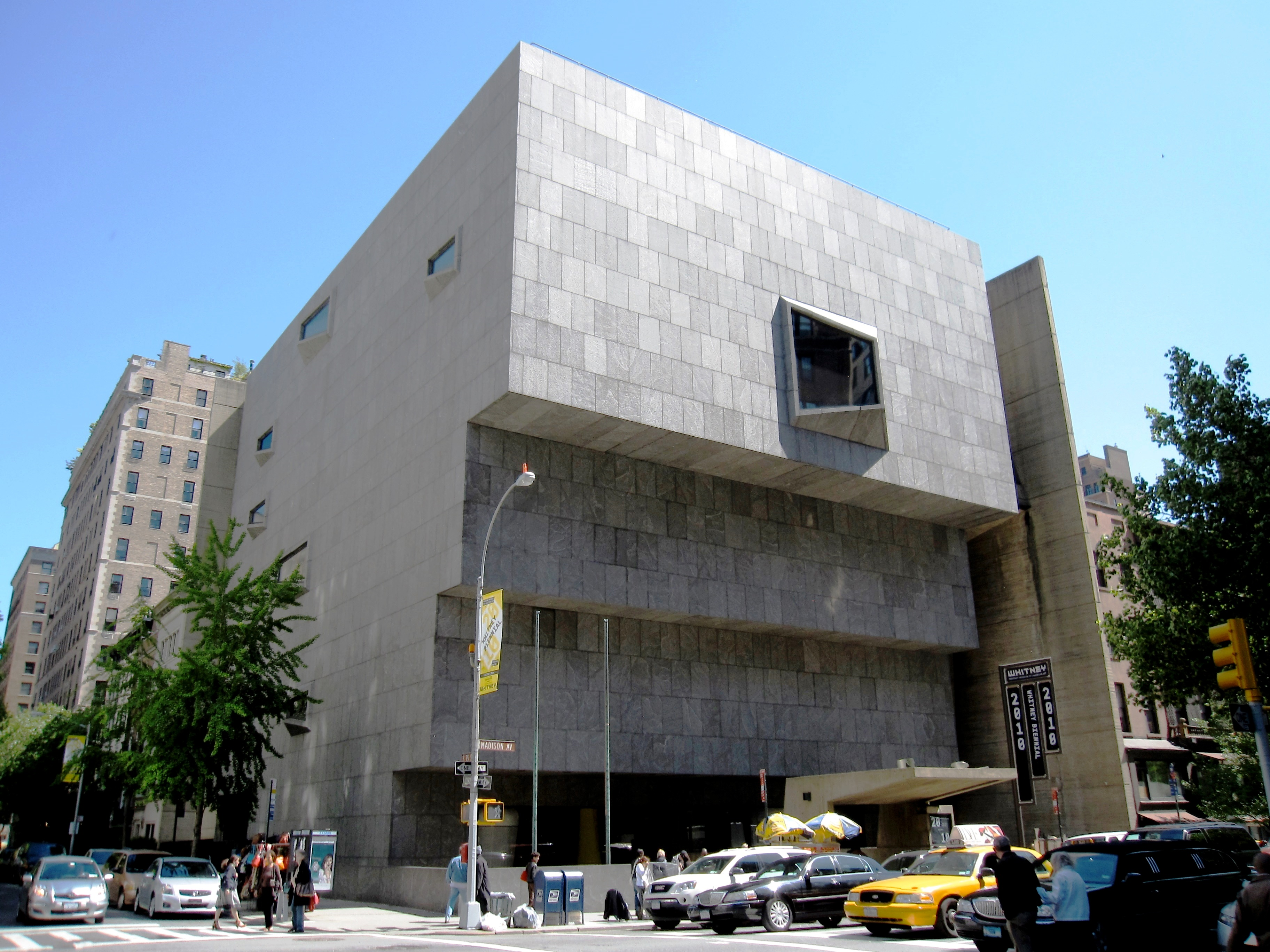
Museo Whitney de Arte Americano.

Breuer disolvió su sociedad con Gropius en mayo de 1941 y más tarde, en 1945 realizó por cuenta propia el diseño de La Casa Geller I, la primera en usar el concepto de Breuer de la vivienda binuclear, caracterizada por tener en alas separadas y divididas por el hall de entrada, los dormitorios por un lado y la cocina/sala/comedor por el otro.
En 1946 abrió un estudio en Nueva York, donde proyectó, junto con el italiano Pier Luigi Nervi y el francés Bernard Zehrfuss, el nuevo edificio de la Unesco en París.
En 1956 fundó en Nueva York la Marcel Breuer Associates, y en aquella época adoptó el hormigón armado como material de construcción, y con él un nuevo lenguaje arquitectónico, el brutalismo. Es así como en 1966 diseñó el Museo Whitney de Arte Americano de Nueva York.

## Obra

### Arquitectura

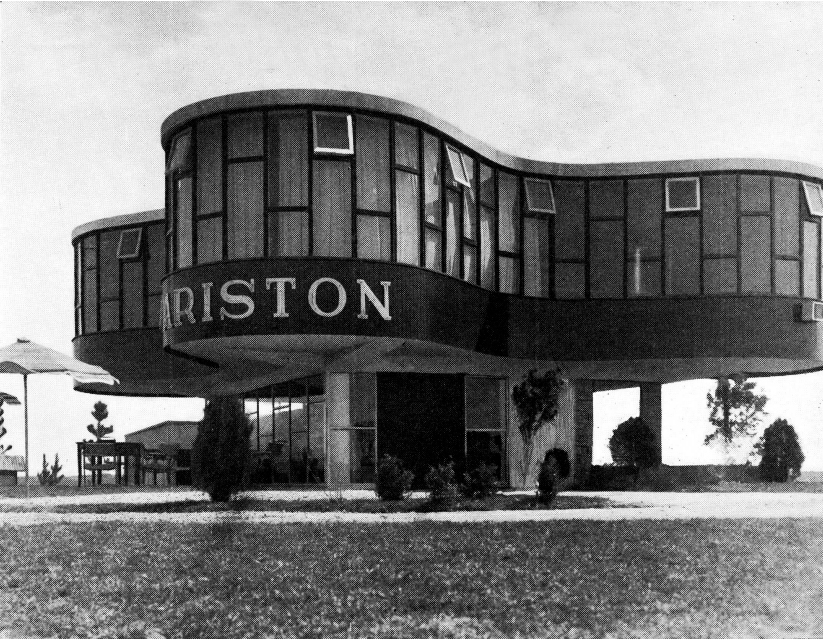
Parador Ariston

Sus edificios se caracterizan por el empleo de materiales naturales, como grandes bloques de piedra sin pulimentar, madera u hormigón rugoso. Entre sus obras más destacadas se encuentran:
- Parador Ariston, Mar del Plata, Provincia de Buenos Aires, Argentina (1948)
- Edificio comercial Bijenkorf en Róterdam (1961)[1]
- Iglesia de St John's Abbey en Collegeville, Minnesota (1967)
- Universidad de Nueva York (ahora Bronx Community College)
- Tiendas de mobiliario Wohnbedarf, Zúrich.
- Francia. 1953 (con Pier Luigi Nervi y Bernard Zehrfuss).
- Embajada de los Estados Unidos, Países Bajos. 1958
- El 945 Madison Avenue del Museo Whitney de Arte Americano, Nueva York. 1966
- Robert C. Weaver Federal Building, Washington
- Escuela Secundaria Litchfield, Litchfield.
- Museo de Arte de Cleveland ampliación, Cleveland, Ohio.
- Torre AT, Cleveland, Ohio.
- Flaine, Francia.
- Embajada Australiana en París (arquitecto consultor). 1973
- Instituto de Prensa Americana, Reston. 1974
- Campus IBM en Boca Ratón, Florida.
- Laboratorio IBM en La Gaude, Francia

### Mobiliario
- Silla africana, Colaboración con Gunta Stölzl en la Bauhaus.
- Tumbona de sol, Modelo n.º 301
- Silla Wassily n.º B3. 1925
- Mesas Laccio, grande y pequeña. 1927
- Silla Wassily plegable. 1927
- Silla y sillón Cesca. 1928
- Escritorio de tipógrafo Thornet. 1928
- Mesa de café. 1928
- Mobiliario de acero tubular. 1928-29
- Tumbona con ruedas F 41. 1928-30
- Armario de escobas. 1930
- Librería. 1931
- Sillón, Modelo No.301. 1932-34
- Silla en aluminio. 1933
- Sillas Isokon. 1935
- Tumbona en aluminio. 1935-36
- Mobiliario en madera curvada (cinco piezas). 1936-37